# 湖北日报
《湖北日报》是中共湖北省委机关报。2001年，以报社组建湖北日报报业集团。2007年，集团改名为湖北日报传媒集团。旗下有新媒体品牌極目新聞。

## 历史
1949年5月中旬，解放军解放武汉三镇。5月31日，中共湖北省委发出《关于筹备出版湖北日报和成立新华社湖北分社的指示》。随即成立湖北日报社和新华社湖北分社（两块牌子一套人马）。工作人员由《江汉日报》和《鄂豫报》的人员组成。《江汉日报》是原中共江汉区党委的机关报。《鄂豫报》是鄂豫区党政军机关创办的报纸。中共湖北省委任命陈冷为社长，顾文华为总编辑。6月，湖北日报社工作人员进入武汉市后，接管原《华中日报》旧址（江汉路原52号）和原《和平日報》旧址（中山大道原1139号）两处房产。江汉路52号成为湖北日报社的第一处社址。10天后停办，由《长江日报》代理省委机关报，后恢复。
1951年7月1日，《湖北日报》的第一个子报——《湖北农民》报创刊，为四开四版三日刊。1953年5月1日停刊，共出版222期。
文化大革命中发表过一些极左言论。改革开放以后逐步走向市场化。设有今日要闻、荆楚各地、特别关注、武汉新闻、实事报道、体育新闻、文化生活、科技时代、理论周刊、舆论监督、政治点评、国外窗口等栏目。
2013年2月，湖北日报传媒集团入股湖北珍珠液酒业有限公司，但次年珍珠液酒业董事长张勤耘和总经理王建智就因涉嫌国有资产巨额流失和贱卖国有资产双双被拘。
2018年，报纸入选2017年全国百强报纸推荐名单。